# Dan Leal
Dan Leal es un director y actor de cine pornográfico americano. Ha sido nominado para más de 100 Premios AVN, Premios XBIZ y XRCO y fue incluido en la Sala de la Fama AVN en 2015. Además es un exitoso director de cine para adultos habiendo realizado más de 500 películas a través de Pure Play Media desde 2009.

## Primeros años
Nació el 18 de septiembre de 1969 en Washington D. C.. Se graduó en el Lake Draddock High School en 1987, miembro de la Sociedad de Honor Nacioanl, los Altar Boy durante siete años y enseñó CCD durante tres años años en la Iglesia Católica Holy Spirit. Miembro de la fraternidad Phi Kappa Sigma, Presidente del Consejo Intrafraternidad, Presidente y Vicepresidente del capítulo Gamma Xi de Phi Kappa Sigma, se graduó en la Universidad George Mason en 1992 en Economía. 
Trabajó para la corporación multi-billonaria Danka Business Systems desde 1993 hasta 1998 como ejecutivo de ventas y como gerente de ventas, ganando numerosos premios en ventas como el Ejecutivo Top en Ventas en el Sureste de los Estados Unidos, tres veces miembro del club Presidentes. Trabajó para Fortune 500 Ikon Office Solutions de 1998 hasta 2002 como Gerente de Ventas de Alto Volumen, Gerente de Gráficos de Color, y ganó numerosos premios incluyendo el Century Clyb y el top 5 por ciento de Gerentesde Ventas de Alto Volumen en los Estados Unidos.

## Carrera

### Mainstream
Leal ha sido uno de los pocos actores y directores masculinos en ganar seguidores por su exposición en reality shows como "The Right Hand", de la HBO Canadá  y que duró dos temporadas
Con el éxito de la primera temporada de The Right Hand, el reality show fue renovado para diez nuevos episodios de treinta minutos. La segunda temporada de The RighT Hand documenta las aventuras del asistente de producción mientras acompaña a Prono Dan a la AVN Adult Entertainment Expo, un viaje a Praga, a través de una batalla legal, y en la vida familiar de Dan. El show documenta el drama y la vida regular de Dan, sus estrellas, y el asistente de producción. La segunda temporada de The Right Hand incluye actores secundarios de Immoral Productions como la estrella Rikki Six, las regulares Britney Amber y Ash Hollywood, y la hermana de Dan, Kristen. The Right Hand fue creado por los productores ejecutivos Richard Arnold y por Matt Austin Sadowski. La segunda temporada es dirigida por Sadowski, con la dirección invitada de Kai Soremekun.
A raíz de la popularidad del show en Canadá, se emitió internacionalmente por Sky en Italia, Globosat en Brasil y TVN en Polonia. 

### Danland
El viaje de Leal hacia la industria del cine para adultos fue documentado en la película de 2012 "Danland" la cual es descrita como un retrato del productor porno amateur Dan Lela, también conocido como Porno Dan". Mientras está al frente del juego, quiere dejar de protagonizar sus propias películas. Aquí, le seguimos en una búsqueda de tres años para construir su negocio y encontrar el amor lo que nos termina a llevar a la profundidad del corazón y de la mente de Porno Dan.
La primera directora de cine y cineasta Alexandra Berger pasó tres años y medio siguiendo a Leal en su búsqueda por el amor verdad, y mientras Danland viaja en un inesperado camino, es irónicamente el tema sobre el que finalmente se desarrolla el documental.

### Love in Porn
En 2016 Leal apareció en el cortometraje "Love in Pron" el cual fue seleccionado paraestr en el Festival de Cine de Cannes. 

### Streaming en directo
En mayo de 2009, Leal anunció que su compañía había entrado en asociación con AEBN y CamZ.
En octubre de 2010, Immoral Productions formó asociación la web de webcams en directo Streamate anunciando que sería el nuevo hogar de la compañía de espectáculos en directo y que su contenido sería emitido en directo en Streamate Network.
La marca de la compañía "Fuck A Fan" se convirtió rápidamente en un espectáculo número 1 en directo.

### Presencia en la red
En enero de 2012, Leal anunció que las Immoral Productions se había asociado con BlazingBucks.com para albergar el contenido de Immoral Productions. El sitio web ImmoralLive fue el primer sitio de suscripciones que garantizaba a sus miembros acceso a una variedad de espectáculos diarios en directios que eran emitidos en Streamate cubriendo cada género desde squirting hasta orgías, estos espectáculos críticamente aclamados y comercialmente exitosos comprometen y entretienen a la audiencia.

#### Controversia
Durante la batalla por Measure B, la ley de uso obligatorio del condón promulgada por AHF, Leal y sus compañías fueron los primeros en cumplir con la medida. En contra de la creencia popular, Leal ha declarado que el ajuste de los condones pero aún tiene que ver su caída de ingresos. "Algunas de mis series empezaron [usando condones] desde hace cuatro años", Leal contó a XBIZ. "'Fuck A Fan' fue el primero en el que usé condones." Leal produce, dirige y actúa en sus interpretaciones en directo que son más tarde distribuidas en DVD por Pure Play Media. En febrero, cambió la política de su compañía de condón opcional a obligatorio.

## Premios
- Mejor Serie Squirting - Squirtamania - Premios AVN 2011
- Serie Amateur del Año - Fuck A Fan - Premios XBIZ 2013
- Pro- Am Lanzamiento del Año- Ganador de Paja 18 - Premios XBIZ 2015
- Sala de Fama AVN - Clase de 2015